# Paradeucalion desertarum
Paradeucalion desertarum ist eine Art der Bockkäfer aus der Unterfamilie der Weberböcke (Lamiinae). Die extrem seltene Art ist ein Endemit der Ilhas Desertas, einer politisch zu Portugal gehörenden kleinen Inselgruppe als Teil der Inselgruppe Madeira. Die Art ist nur in wenigen Exemplaren nachgewiesen worden, möglicherweise ist sie schon ausgestorben.

## Beschreibung
Paradeucalion desertarum erreicht eine Körperlänge von 13,8 bis 20,9 Millimeter und ist damit in seiner Verwandtschaftsgruppe eine große Art. Er ist rein schwarz gefärbt und glänzend. Die Antennen sind sehr lang, etwa genauso lang wie der Körper. Der Kopf besitzt eine Längsfurche und zusätzlich einen dreieckigen Eindruck zwischen den Komplexaugen. Das Pronotum ist auffällig stark skulpturiert, an den Seiten sitzt knapp hinter der Mitte jeweils ein stumpfer Dorn. Sein gerade begrenzter Hinterrand ist schmal ringförmig abgeschnürt, davor befindet sich auf der Scheibe ein tiefer runder Eindruck. Die Elytren sind fast kahl, ohne die goldenen Haarflecken der vor kurzem neu beschriebenen Paradeucalion maderense. Sie sind sehr seicht längsgestreift und tragen ein gitterartiges Muster aus großen Punktgruben, in deren Vorderrand ein Tuberkel hineinragt. Hinterflügel fehlen, der Käfer ist nicht flugfähig. Schienen und Tarsen der Beine sind etwas aufgehellt, die Schienen zur Spitze hin kurz golden behaart.
Die Art ist bei Störung imstande, durch Stridulation beim Reiben des Mesonotum gegen das Pronotum einen Summton zu erzeugen, der auf einige Entfernung zu hören sei (der Entdecker des einzigen Exemplars von der Insel Bugio soll ihn danach entdeckt haben).

## Funde
Die Art ist, soweit bekannt, Endemit der Ilhas Desertas. Dem Erstbeschreiber T. Vernon Wollaston lagen zunächst nur zwei Exemplare vor, jeweils eines von Bugio (1850 von R.T.Lowe gesammelt) und eines, 1849 von ihm selbst gefunden, von Deserta Grande. Später entdeckte er nach vielem Suchen 1855 ein drittes. Die Bockkäfer wurden am Boden, unter einem Stein und in einer Spalte, gefunden. Wollaston vermutet eine Entwicklung in unterirdischen Pflanzenteilen der dort wachsenden Straucharten, etwa der Gattungen Euphorbia oder Kleinia.
Ob weitere Funde der Art überhaupt vorliegen, ist unklar. Zumindest ist sie seit vielen Jahrzehnten, trotz Nachsuche, nicht mehr gefunden worden. Aufgrund der geringen Wahrscheinlichkeit, doch noch lebende Exemplare zu entdecken, wird der Art hohe Priorität im Artenschutz zugewiesen. Zunächst wird aber auf Forschungsbedarf verwiesen, da zurzeit keine speziellen Artenschutzmaßnahmen angegeben werden könnten. Die Neuentdeckung von Paradeucalion maderense fast 170 Jahren nach den bisherigen Funden zeigt, dass Überraschungen möglich sind.

## Taxonomie und Systematik
Die Art wurde, als Deucalion desertarum von T. Vernon Wollaston in seinem Werk Insecta maderensia 1854 erstbeschrieben. Eine zweite Art, Deucalion oceanicum beschrieb er im selben Werk von den Ilhas Selvagens. Die Gattung wurde 1950 durch Stephan von Breuning revidiert, dabei stellte er für die Art, anhand der Form des Prosternalfortsatzes, eine eigene Gattung Paradeucalion auf, in der die Art seitdem verblieb. Paradeucalion war danach monotypisch, bis völlig unerwartet im Jahr 2019 nach einem Fund im Nordwesten der Insel Madeira eine zweite Art beschrieben wurde, die Paradeucalion maderense Krátký & Aguiar, 2019 benannt wurde. Innerhalb der Unterfamilie Lamiinae wird Paradeucalion in die Tribus Parmenini Mulsant, 1839 eingeordnet, die auf den makaronesischen Inseln nur vier Arten umfasst.